# Pulsión de vida y pulsión de muerte
Las pulsiones de vida ―en alemán, Lebenstrieb o Lebenstriebe, en singular y plural, respectivamente― y su contrapartida, las pulsiones de muerte ―en alemán, Todestrieb o Todestriebe―, son las dos categorías de pulsiones que Sigmund Freud diferenció en su obra Más allá del principio de placer (1920), en el contexto de su segunda tópica.
Se trata de un dualismo en el que se proponen como contrarias ―pero, a su vez, inseparablemente unidas―, por un lado, al conjunto de todas las pulsiones que hasta entonces había descrito Freud (pulsiones sexuales y de autoconservación o yoicas), englobadas bajo el nombre de Eros (denominación alternativa para las pulsiones de vida), y, por otra parte, a la pulsión de muerte, definida como la tendencia de todo lo vivo al retorno a un estado inerte, inorgánico.
Esta última pulsión (o categoría de pulsiones, si se quiere distinguir más finamente entre las pulsiones agresivas y destructivas dirigidas al propio individuo y aquellas volcadas hacia el exterior) no tenía cabida en su esquema anterior, de tal suerte que fenómenos como el sadismo o el masoquismo se explicaban por un complejo interjuego de pulsiones positivas, como por ejemplo en su artículo Pulsiones y destinos de  pulsión (1915). Al principio Freud utilizaba las expresiones «pulsión de muerte» y «pulsión de destrucción» como equivalentes e intercambiables, pero, en su discusión con Einstein sobre la guerra, especificó que la primera recaía sobre uno mismo, mientras que la segunda, derivada de ella, iba dirigida hacia el exterior. El concepto de pulsión de muerte fue originariamente propuesto por la psicoanalista rusa Sabina Spielrein en La destrucción como causa del devenir (1912).

## Definiciones
Según la definición de los psicoanalistas Jean Laplanche y Jean-Bertrand Pontalis, las pulsiones de vida refieren a una:

Gran categoría de pulsiones que Freud contrapone, en su última teoría, a las pulsiones de muerte. Tienden a constituir unidades cada vez mayores y a mantenerlas. Las pulsiones de vida, que se designan también con el término «Eros», abarcan no sólo las pulsiones sexuales propiamente dichas, sino también las pulsiones de autoconservación.

En contrapartida, Freud alude a la pulsión de muerte (o pulsiones de muerte) como la tendencia inherente a todo vivo a la búsqueda de un estado anterior a la vida. Según la definición de Laplanche y Pontalis:

Dentro de la última teoría freudiana de las pulsiones, designan una categoría fundamental de pulsiones que se contraponen a las pulsiones de vida y que tienden a la reducción completa de las tensiones, es decir, a devolver al ser vivo al estado inorgánico.
Las pulsiones de muerte se dirigen primeramente hacia el interior y tienden a la autodestrucción; secundariamente se dirigirían hacia el exterior, manifestándose entonces en forma de pulsión agresiva o destructiva.

## Contexto teórico del surgimiento de los conceptos
En 1914, Freud publicó su ensayo Introducción del narcisismo, en el que expuso su concepción acerca de la existencia de una primitiva etapa en el desarrollo libidinal del individuo (posterior a la del autoerotismo y anterior a la del amor de objeto) en la que se tomaría al propio yo como objeto de amor. Sobre él se encontraría inicialmente concentrada toda la libido, antes de que fuera cedida a objetos externos. Tal temprana investidura o catectización de uno mismo suponía un difícil desafío para el sostenimiento del primer dualismo pulsional ―a saber, el que contraponía pulsiones sexuales y de autoconservación― por cuanto el concepto de narcisismo implicaba una erotización del yo, en la que quedaba diluida la tensión entre esos dos conglomerados pulsionales. Se volvió entonces necesaria la introducción de un nuevo dualismo pulsional que permitiera sustentar el conflicto entre dos partes contrapuestas.
Al comienzo de Más allá del principio de placer, Freud analiza la experiencia del trauma psicológico, particularmente el experimentado por los soldados como consecuencia de su participación en la Primera Guerra Mundial. Sin embargo, su aporte más notable en esa obra no es la descripción del fenómeno clínico, sino el descubrimiento de una curiosa regularidad en cuanto a las experiencias desagradables: las personas tendían, de una manera u otra, a repetirlas o recrearlas, tendencia que a todas luces violaba el principio de placer. El autor encuentra manifestaciones de esta compulsión de repetición (correlato clínico de la pulsión de muerte) no sólo en los sueños traumáticos de los afectados por neurosis de guerra, sino también en las circunstancias más ordinarias: tal es el caso de ciertos juegos infantiles, como aquellos en los que un niño arroja objetos lejos de sí para recrear las cotidianas ausencias de su madre o esos otros en los parece derivar placer de que un adulto oculte su propio rostro para luego develarlo nuevamente frente a él. Freud propone la hipótesis de que semejante repetición perseguiría el propósito de dominar, al cabo de un tiempo, las experiencias traumáticas. Una pulsión de muerte se opondría, pues, a la preocupación por la mera ganancia de placer y empujaría a los organismos a emprender, a través de rodeos más largos o más cortos, un retorno a un estado inanimado e inorgánico.

## Empleo de los conceptos enEsquema del psicoanálisis
En Esquema del psicoanálisis (1940 [1938]), Freud distingue dos tipos de pulsiones fundamentales (Eros y pulsión de destrucción) y ubica dentro de la primera «la oposición entre pulsión de conservación de sí mismo y de conservación de la especie», es decir, la que media entre la pulsión de autoconservación y la pulsión sexual, «así como la otra entre amor yoico y amor de objeto», la cual stricto sensu no consiste en una oposición —sino, en todo caso, en una suerte de complementariedad— dado que el propio Freud establece en Introducción del narcisismo que narcisismo y amor objetal se nutren de las mismas fuentes y cuanto más se enriquece uno más se empobrece el otro. Mientras que Eros pugnaría por constituir unidades de creciente complejidad (ligazón), su contraparte tendría por objeto la disolución de tales nexos y encontraría su fin último en la tarea de «trasportar lo vivo al estado inorgánico» —razón por la cual también es conocida como pulsión de muerte—, de tal suerte que esta se adecuaría perfectamente a la caracterización de las pulsiones como conservadoras, a la cual Eros parecería contraponerse. Los dos tipos de pulsiones se opondrían y combinarían entre sí para dar origen a las más diversas manifestaciones de la vida, no siendo inocuo el peso relativo de unas y otras en la mezcla de ellas resultante: para Freud, así como un amante bien podría convertirse en asesino con estupro como consecuencia de un incremento en la agresión sexual, un importante debilitamiento de esta lo sumiría en la impotencia.
Originariamente la totalidad de la energía psíquica erótica o libido se encontraría concentrada en un yo-ello que no habría alcanzado aún la diferenciación interna y allí serviría al propósito de sofrenar el afán autodestructivo. El autor señala que no se dispone de un término comparable al de “libido” para denominar la energía de la pulsión destructiva, si bien, para cuando el Esquema fue escrito, el psicoanalista austro-estadounidense Paul Federn y el italiano Edoardo Weiss ya habían propuesto, respectivamente, las denominaciones de mortido y destrudo para hacer referencia a tal concepto.[cita requerida] Las exteriorizaciones de la pulsión de destrucción no son demasiado manifiestas cuando esta, en calidad de pulsión de muerte, no se desprende del individuo y, en cambio, se vuelve evidente únicamente cuando es dirigida hacia afuera, tarea ejecutada a través del sistema muscular y considerada necesaria por el autor a los fines de la autoconservación. Importantes sumas de agresividad hallan otro empleo cuando, a partir de la instauración de la instancia superyoica, permanecen adheridas al propio yo, donde sacan a relucir sus virtualidades autodestructivas, hasta el punto de que resultaría insano o patógeno la retención de la agresión dado que la pulsión destructiva obstruida ejercería entonces sus efectos a partir del mecanismo de vuelta hacia la persona propia.

## Empleo de los conceptos en la obra de otros autores
Ernest Jones afirma que Freud nunca utilizó, excepto oralmente, el término Tánatos, que luego se volvió tan popular. Wilhelm Stekel había empleado la palabra Tánatos en 1909 para referirse a un deseo de muerte, pero fue Paul Federn quien la introdujo en el presente contexto. En Esquema del psicoanálisis, Freud señala que no se dispone de un término comparable al de «libido» para denominar la energía de la pulsión destructiva, si bien, para cuando ese ensayo fue escrito, Paul Federn y Edoardo Weiss ya habían propuesto, respectivamente, las denominaciones de mortido y destrudo para hacer referencia a tal concepto.[cita requerida] A mediados del siglo XX, pensadores como Karen Horney y Erich Fromm negaron la existencia de un Tánatos o una pulsión de muerte innatos y sugirieron que serían las situaciones adversas propias de la sociedad las que harían surgir en cada sujeto tal pulsión negativa contra sí mismo.[cita requerida]